# Protracheoniscus major
Protracheoniscus major là một loài chân đều trong họ Trachelipodidae. Loài này được Dollfus miêu tả khoa học năm 1903.